# Розовка (Черниговский район)
Розовка (укр. Розівка, нем. Rudnerweide) — село,
Просторовский сельский совет,
Черниговский район,
Запорожская область,
Украина.
Код КОАТУУ — 2325586804. Население по переписи 2001 года составляло 207 человек.

## Географическое положение
Село Розовка находится на левом берегу реки Сисикулак, которая через 1,5 км впадает в реку Юшанлы,
выше по течению на расстоянии в 2,5 км расположено село Просторе.
Река в этом месте пересыхает, на ней сделано несколько запруд.

## История
- 1820 год — дата основания как село Руднервейде.
- До 1871 года село входило в Молочанский меннонитский округ Бердянского уезда.[2]
- В 1945 году переименовано в село Розовка[3].

## Уроженцы
- Бен Классен (1918—1993) — американский политик, электрик, основатель расистского движения.